# Theodora Palaiologina (byzantská císařovna)
Theodora Palaiologina celým jménem Theodora Doukaina Komnene Palaiologina řecky: Θεοδώρα Δούκαινα Κομνηνή Παλαιολογίνα) známá také jako Theodora Vatatzaina (c. 1240? - 4. března 1303) byla byzantská císařovna, manželka byzantského císaře Michala VIII Palaiologa.

## Život
Theodora byla dcerou Jana Doukase a Eudokie Angeliny. Jejím dědečkem z otcovy strany byl sebestokrator Isaac Doukas Vatatzes (zemřel 1261), starší bratr nikájského císaře Jana III. (1221-1254). Theodořiným dědečkem z matčiny strany byl protostrator Jan Angelos, který byl členem rodu Angelovců, ale jeho přesné vztahy k vládnoucím členům rodu nejsou známy.

### Nikájská císařovna
Georgios Akropolites uvádí, že Theodořin otec zemřel v mladém věku. Její matka zemřela na počátku 50. let 12. století. Theodora tak zůstala na výchově u svého prastrýce Jana III., který ji prý "miloval jako dceru". V roce 1253 Jan III. sjednal sňatek Theodory s Michaelem Palaiologem, který díky kombinaci rodinných vazeb a vojenských schopností postupně stoupal na výsluní.
Jan III. zemřel 3. listopadu 1254. Po něm nastoupil jeho jediný syn Theodor II. Laskaris, který zemřel o čtyři roky později a zanechal rovněž jediného syna Jana IV. Dukase Laskarise, sedmiletého mladíka. Michael se vmanévrováním stal nejprve regentem Jana IV. a poté se vypracoval až k titulu despota, čímž se v nástupnictví stal druhým v pořadí hned za císařem. Svého cíle dosáhl na počátku roku 1259, kdy byl s Janem korunován jako spolucísař.

### Byzantská císařovna

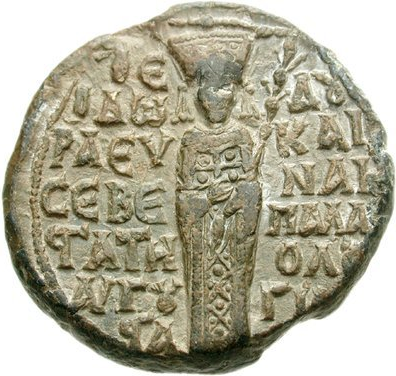
Pečeť Theodory Palaiologiny

Generál Alexios Strategopoulos dobyl 25. července 1261 Konstantinopol, hlavní město Východořímské říše, které bylo zničeno čtvrtou křížovou výpravou. Michael využil úspěchu svého generála a 15. srpna 1261 vstoupil do města, kam ho brzy následovala i Theodora s dětmi. V září byl Michael podruhé korunován císařem v hlavním chrámu Hagia Sofia.
Zhruba v době tohoto úspěchu se Theodora potýkala s manželskou krizí. Michael se zamiloval do Anny Konstancie Hohenstaufské, která byla krátce provdána za Jana Vatatze před jeho smrtí, a nabídl jí, že se s Theodorou rozvede, pokud se za něj provdá. Když se to Theodora dozvěděla, obrátila se na patriarchu Arsenia Autóreianose s prosbou o pomoc. Patriarcha císaře konfrontoval a přiměl ho, aby od svých plánů upustil. Michael se podvolil a dovolil Anně odjet v prosinci 1261 domů.

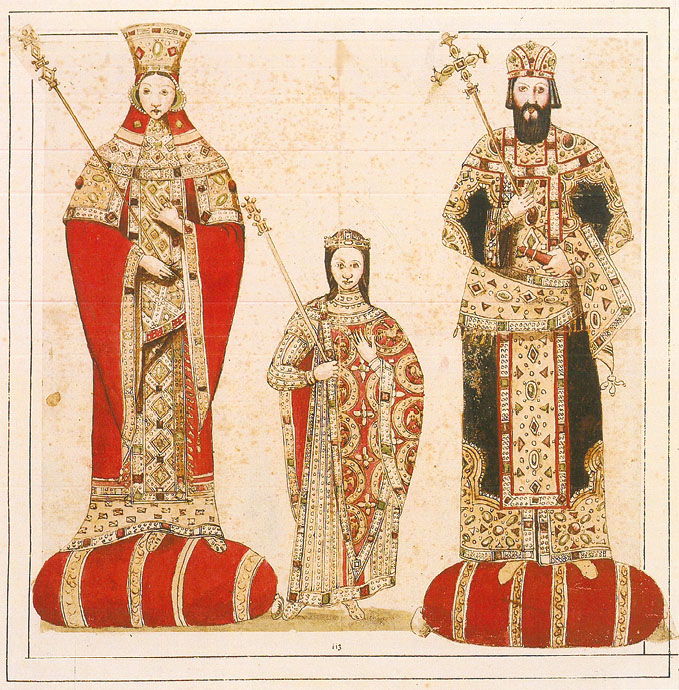
Michael VIII. Palaiologos se synem Constantinem a manželkou Theodorou.

O politické roli Theodory za vlády jejího manžela existuje jen málo důkazů. Zajímala se o sňatky svých dvou dcer Anny a Ireny. Zasahovala také ve prospěch dvořanů, kteří upadli v nemilost. Doklady o jejích aktivitách se týkají především podpory mnišských komunit. Z archivů monastýrů Patmos a Lembiotissa se dochovala řada dokumentů z let 1259-1281, které dokládají její aktivní činnost. Michael na Druhém lyonském koncilu v roce 1274 prosazoval politiku církevní unie, ale Theodora původně sympatizovala s odpůrci unie a když se jí nepodařilo Michaela získat na svou stranu, tak začala podporovat z loajality k němu. Později musela svůj prounionistický postoj v roce 1283 odvolat.

### Císařovna vdova
Po Michaelově smrti v roce 1282 se Theodora ujala obnovy monastýru Lips (dnes mešita Fenâri Îsâ Mosque), který byl založen v 10. století, a přistavěla k němu konvent a druhý kostel zasvěcený svatému Janu Křtiteli. Její činnorodost byla snahou zajistit svým dcerám a vnučkám místo, kam by mohly ve stáří odejít na odpočinek, jak bývalo zvykem. Dalším důvodem byla snaha zajistit si místo odpočinku, když viděla, jak byl jejímu manželovi Michaelovi odepřen křesťanský pohřeb z důvodu upadnutí do hereze unionismu.
Theodora hrála také důležitou roli v podpoře vzdělanosti a propagaci vyráběných rukopisů. Například brzy po znovudobytí Konstantinopole pověřila mnicha Arsenia, aby přeložil do řečtiny dílo perského filozofa al-Zanatiho o geometrii. Traktát se dochoval v Neapolském rukopise (II C 33) s poznámkou, která poskytuje informace o Theodořině mecenášství.
Theodora zemřela po krátké nemoci 4. března 1304. Její syn, císař Andronikos II. Palaiologos, připravil velkolepý pohřeb a uložil ji do hrobu v chrámu Jana Křtitele v monastýru Lips, kde si Theodora před několika lety připravila hrobku. Pohřební řeč pronesl Theodóros Metochités.

## Potomci
Theodora a Michael měli sedm potomků:
- Manuel Palaiologos (c.1255–před r.1259)
- Irena Palaiologina ( c.1256–před r. 1328), provdána za cara Ivana Asena III. Bulharského
- Andronikos II.Palaiologos (1259–1332)
- Anna Palaiologina (c. 1260–1299/1300), provdána za Demetria Michaela Komnena Dukase, třetího syna Michaela II. z Epiru
- Constantin Palaiologos (1261–1306), který se oženil s Eirene Raoulaina, svou sestřenicí z druhého kolena
- Theodora Palaiologina, provdána za krále Davida VI. Gruzínského
- Eudokia Palaiologina, provdána za císaře Jana II. z Trebizondu
- Theodor Palaiologos (c. 1263 – po r.1310)